# Oscha
Oscha is een historisch merk van motorfietsen.
De bedrijfsnaam was: Otto Schaaf Motorradbau, Böhlitz-Ehrenberg bei Leipzig.
Dit Duitse bedrijf bouwde 250 cc tweetakten en een interessante 496 cc tweecilinder met watergekoelde zijklep-boxermotor.
Het was een van de honderden Duitse motorfietsmerken die in 1923/1924 ontstonden maar in 1925 weer van de markt verdwenen door de enorme concurrentie en het feit dat ze slechts in de eigen regio klanten vonden. Het feit dat Otto Schaaf zijn eigen motoren ontwikkelde in plaats van inbouwmotoren in te kopen maakte de machines duurder dan die van de concurrentie.